# 启隆镇
启隆镇，是中华人民共和国江苏省南通市启东市下辖的一个乡镇级行政单位，由长江口的永隆沙和兴隆沙两个冲积岛组成，其中永隆沙已经与崇明岛接壤而成为崇明岛的一部分。2015年9月11日，江苏省人民政府批复同意撤消启隆乡，设立启隆镇。面积46.8平方公里，镇人民政府驻永兴街262号。

## 行政区划
启隆镇下辖两个居民委员会：永隆社区居委会、兴隆社区居委会。